# Cire perdue
 (décembre 2014).
Si vous disposez d'ouvrages ou d'articles de référence ou si vous connaissez des sites web de qualité traitant du thème abordé ici, merci de compléter l'article en donnant les références utiles à sa vérifiabilité et en les liant à la section « Notes et références ».
Ne doit pas être confondu avec le modelage à la cire.
La cire perdue est un procédé de moulage de précision, pour obtenir une réalisation en métal (tel que argent, or, bronze, cuivre, aluminium) ou en pâte de verre, à partir d'un modèle en cire, qui sera ensuite détruit par chauffage lors du  processus. Pour cela, on l'enveloppe dans un matériau réfractaire dans lequel le métal ou le verre prendra  la place de la cire, par des entonnoirs et des conduits, tandis que la cire s’écoulera par d'autres conduits. Il est nécessaire, en conséquence, de placer sur le modèle en cire des excroissances coniques (les « jets »)
qui serviront d'entonnoirs et des filaments (les « évents ») qui évacuront la cire et l'air.  Comme le modèle, les jets et les évents sont  réalisés en cire. L'ensemble est  revêtu d'un moule en matériau réfractaire, en veillant à laisser émerger la base des cônes. Après solidification du revêtement, la cire est évacuée par chauffage, laissant un espace vide qui sera rempli via les jets. Les évents permettent à la fois l'évacuation de l'air et une bonne répartition de la matière dans les détails du moule. Ce moule doit ensuite être détruit mécaniquement ou chimiquement pour récupérer l'œuvre réalisée. Celle-ci est alors nettoyée des restes de matériau réfractaire et débarrassée des excroissances que forment les jets et les évents.
Cette technique est mise en œuvre pour réaliser des œuvres d’art en pâte de verre ou en métal. Il est cependant possible de créer plusieurs « cires » à partir d'un original en passant par l'intermédiaire d’un moule souple, autrefois en gélatine et aujourd'hui en silicone, à même de recevoir de la cire fondue, qui se solodifiera à la forme du moule.
La technique de la cire perdue est utilisée dans l'industrie pour réaliser des pièces complexes de grande précision. Elle est cependant en passe d'être remplacée par la technologie de l’impression 3D.

## Histoire
Découverte en 1985, l'amulette de Mehrgarh (Pakistan), âgée de 6 000 ans, est longtemps restée une énigme. De nouvelles techniques d'analyse ont permis de percer les secrets de fabrication de cette amulette en cuivre : c'est le premier objet connu façonné à la cire perdue.
La méthode de la cire perdue est connue dès au moins le Moyen Âge comme technique de fabrication en série d'objets métalliques, notamment en bronze. Dans le cas des bijoux retrouvés en Scandinavie médiévale, l'archéologie expérimentale a montré qu'il est possible de fabriquer une vingtaine de moules en cire semblables à un original en métal en quelques heures.

## Méthode directe

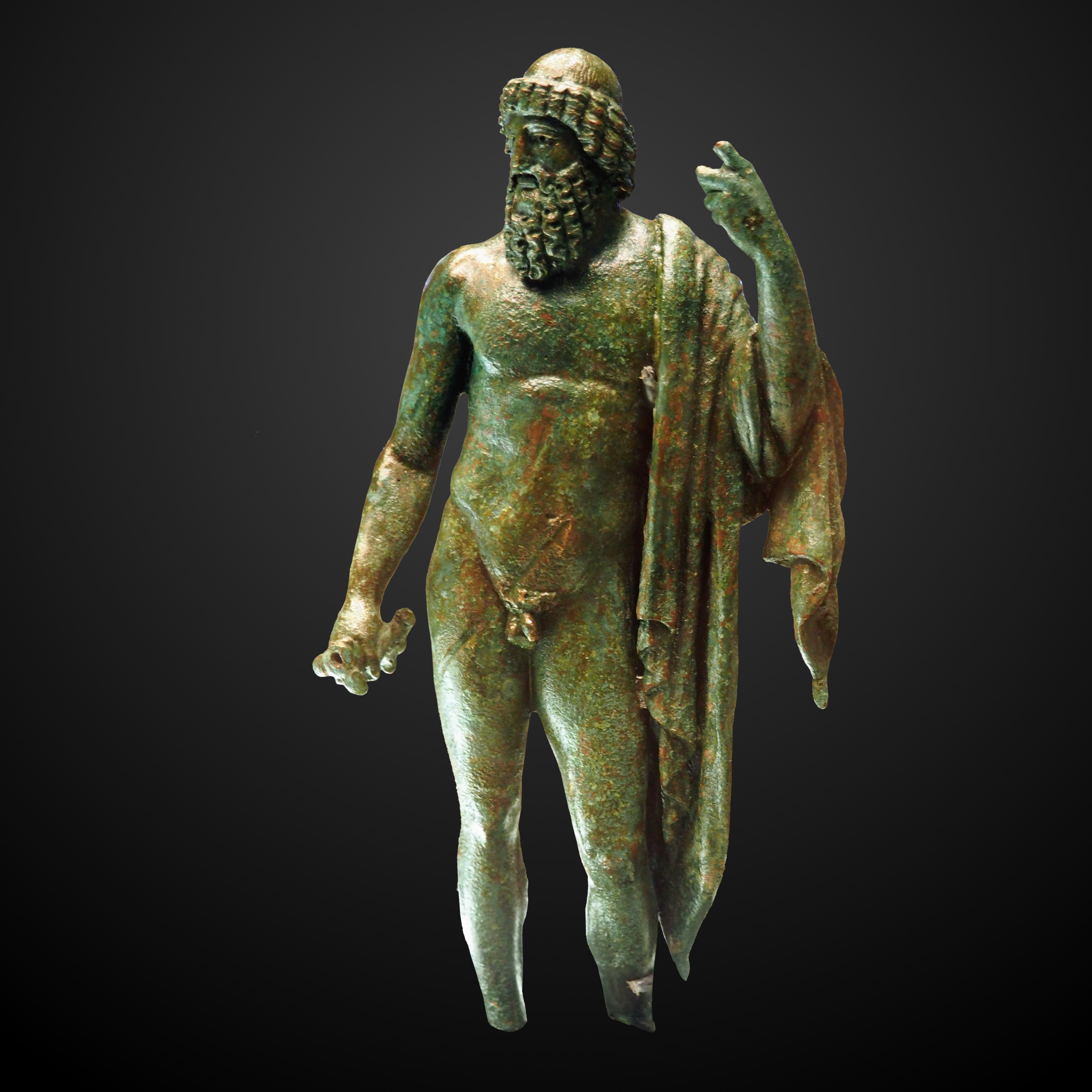
Jupiter au foudre, statuette romaine, bronze à la cire perdue, H. 16,8 cm. musée Saint-Raymond, Toulouse.
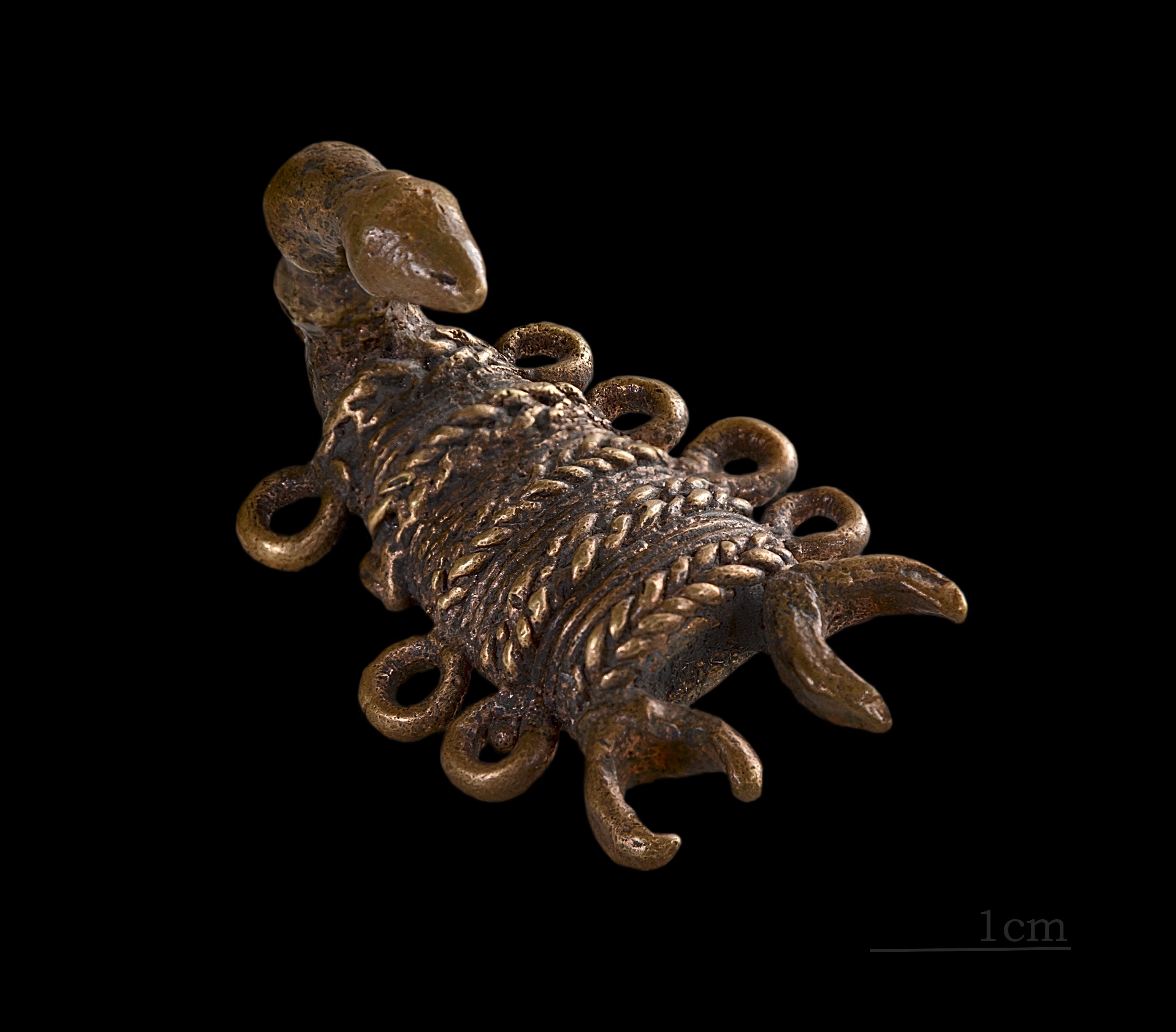
Poids ashanti traditionnel à peser l'or, laiton à la cire perdue. XIXe siècle. Muséum de Toulouse.

La méthode directe consiste à esquisser dans l'argile un modèle grossier de la pièce à couler. Ce noyau, une fois sec, est recouvert d'une couche de cire sur laquelle on peut inscrire les creux et le relief de la pièce à couler. On rapporte ensuite sur cette matrice des jets et des filaments faisant radiateurs pour permettre une alimentation complète de la chambre de coulée, et homogénéiser la température des différentes parties du métal au cours du remplissage et du refroidissement. Des canules cylindriques sont également insérées pour former les galeries d'alimentation par le métal en fusion, et les évents d'évacuation des gaz chauds émis lors de l'entrée en contact du métal et des composants du moule.

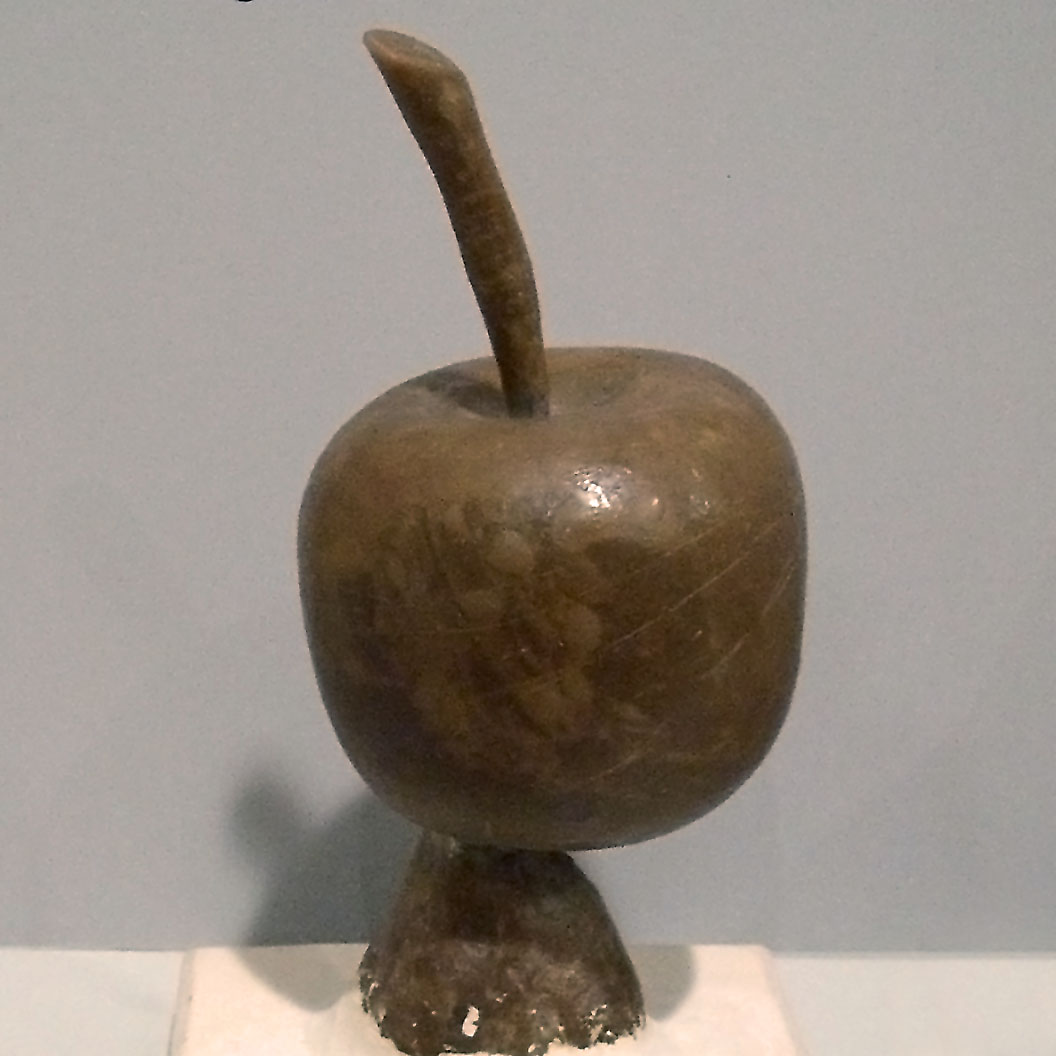
1. Prototype en cire.
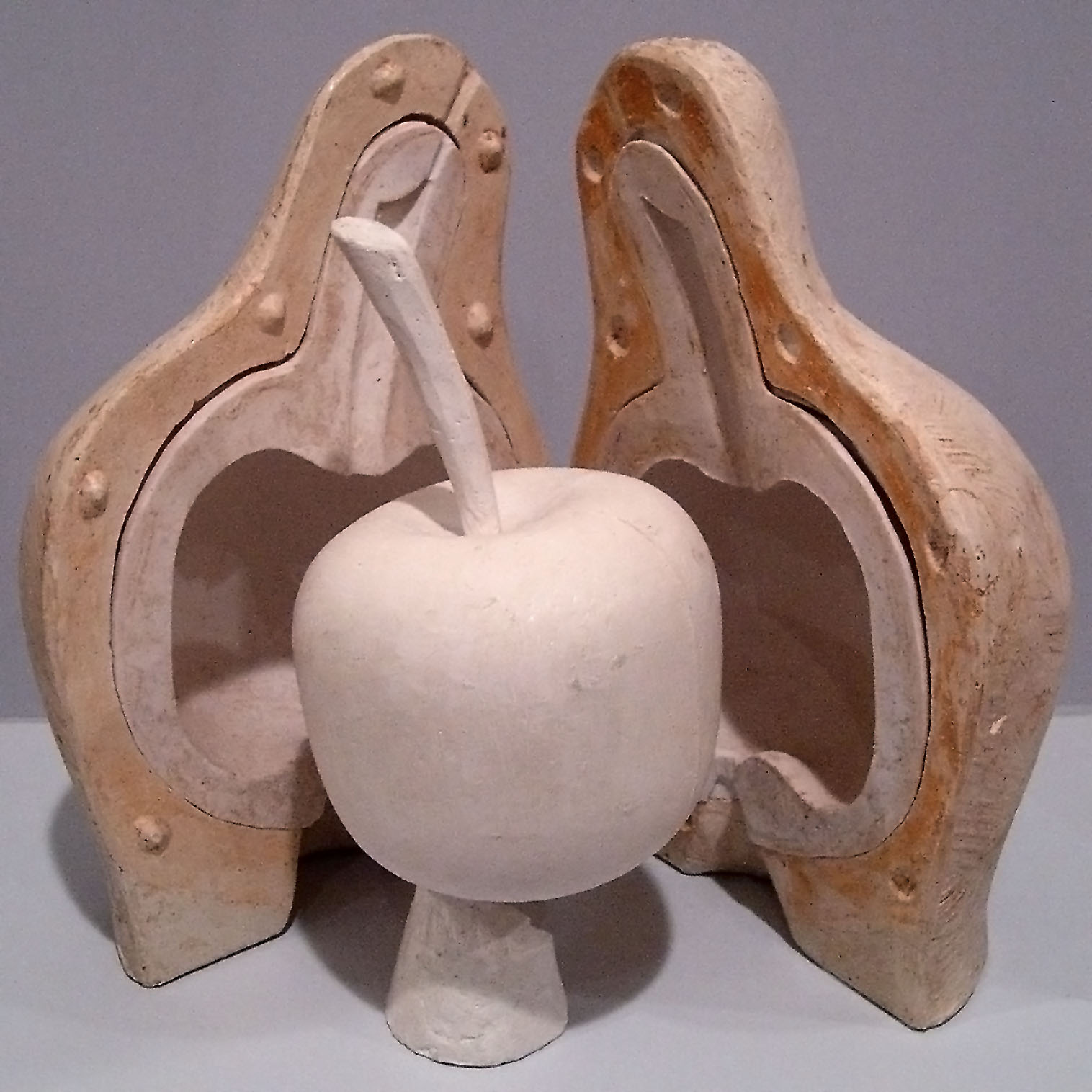
2. Moule en élastomère, avec une gangue.
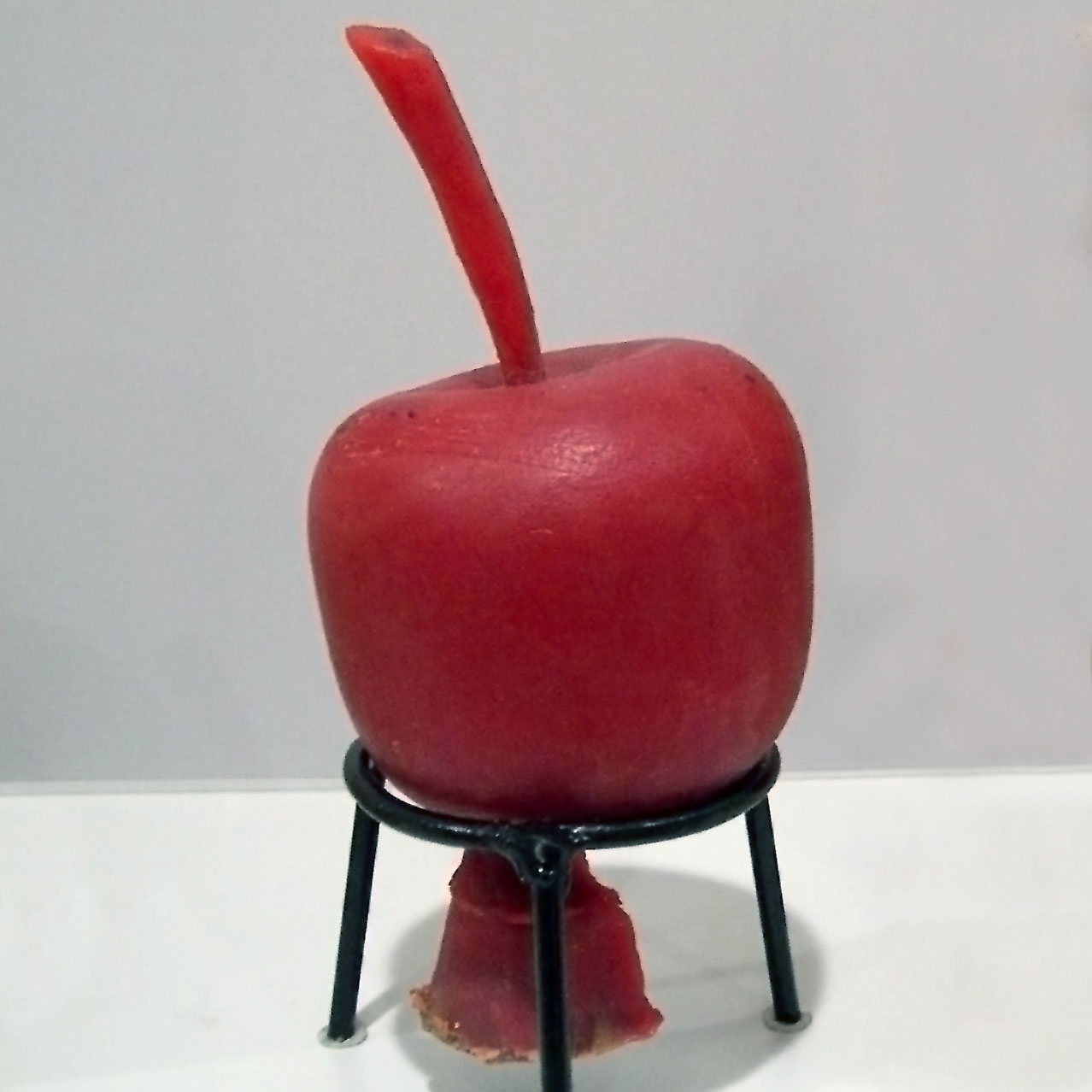
3. Moulage creux en paraffine.
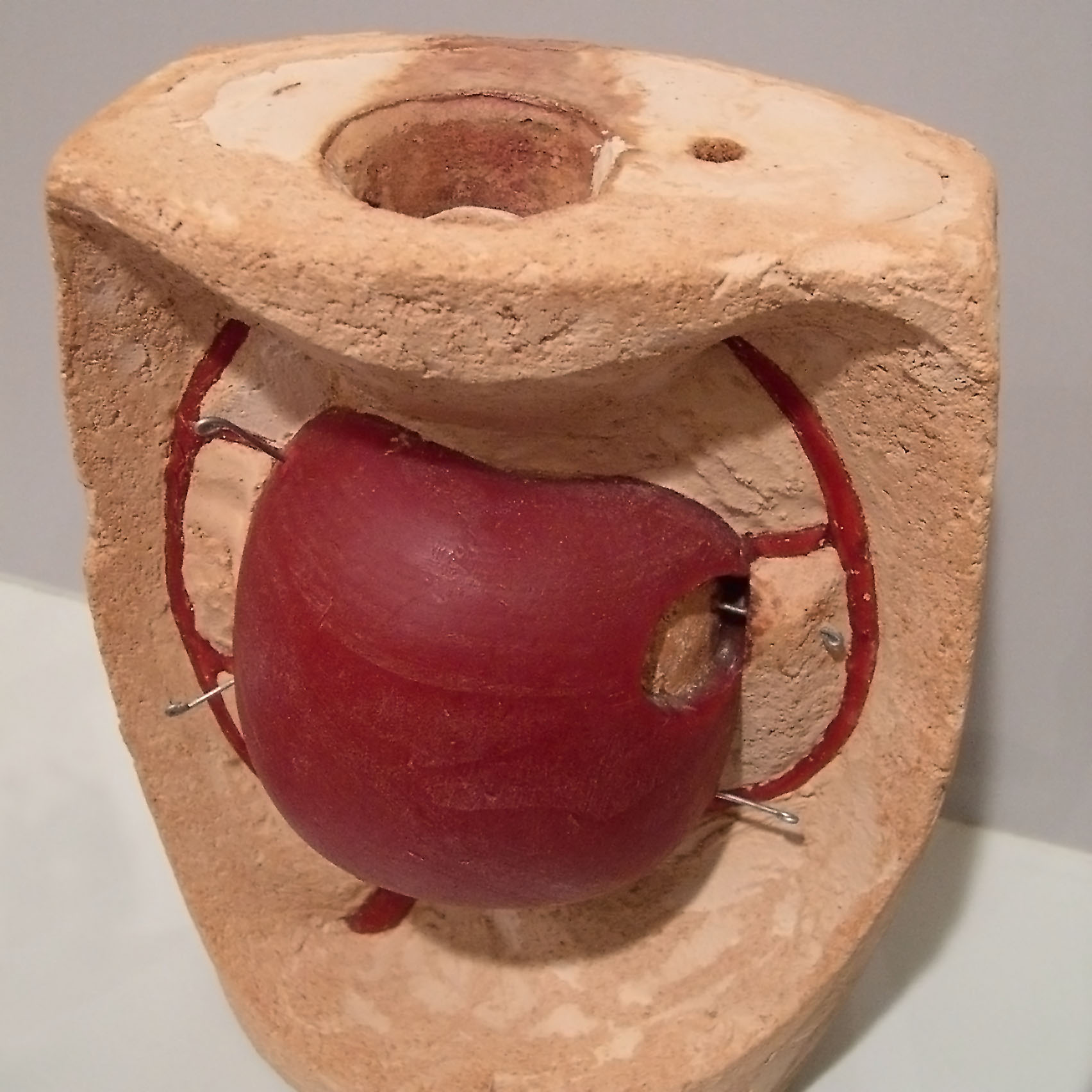
4. Le moule réfractaire, ici en argile, contenant un modèle (une pomme) en paraffine. Le noyau est rempli de matériau réfractaire.
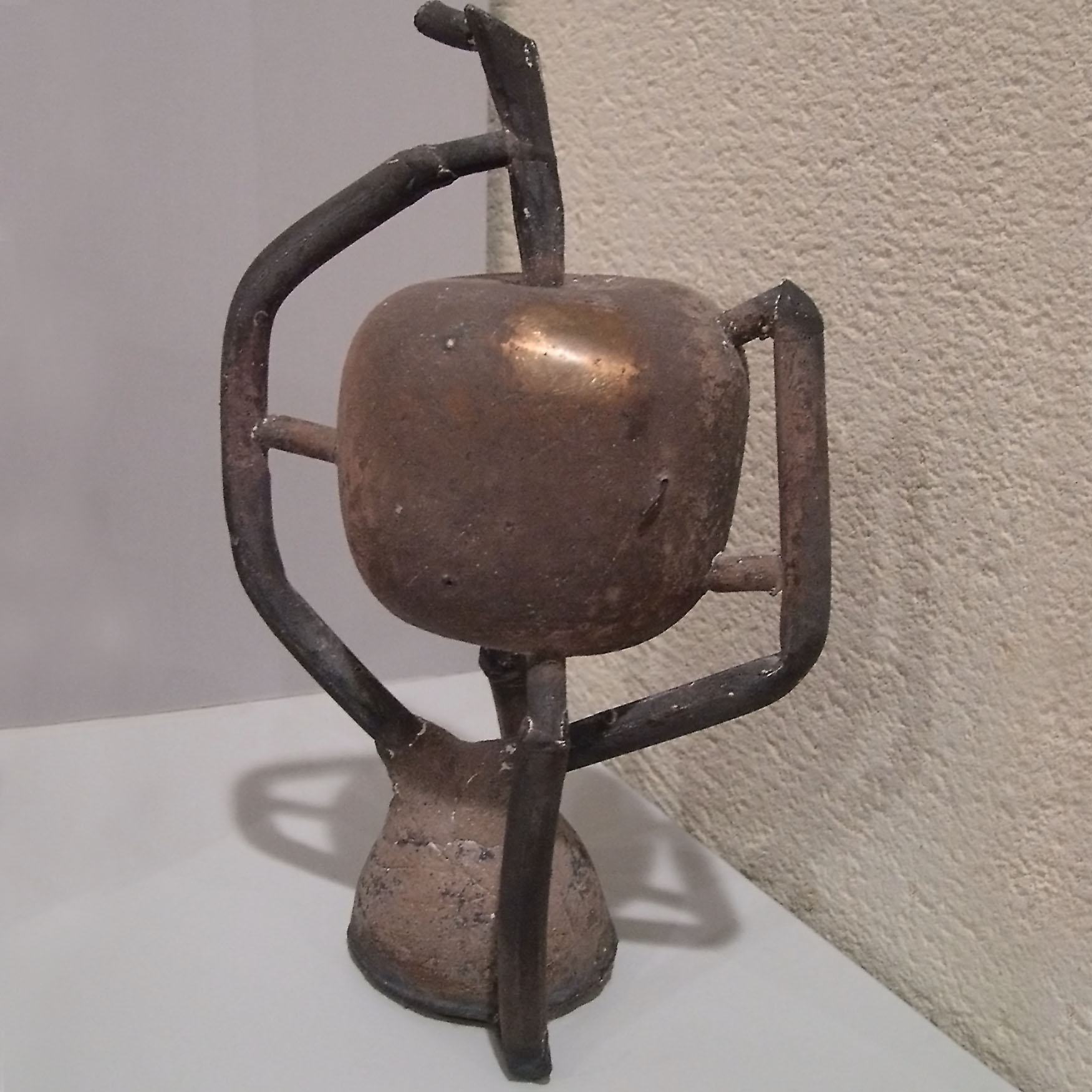
5. Exemplaire en bronze avec ses évents et ses jets encore en place.

Ainsi préparé, le modèle de cire est peint une première fois avec une pellicule d'argile, de la barbotine, pour saisir au plus près les détails du moulage. Puis on insère l'ensemble dans une gangue d'argile plus grossière, en ayant soin de laisser dépasser les cheminées d'alimentation et les évents d'évacuation, ainsi que les filaments. Le modèle est maintenu à distance du moule pendant la fonte de la cire par des goupilles ou chevilles métalliques, des « distanciateurs ». Ces distanciateurs, « généralement en fer, sont mis en place avant le moule, à travers la cire pour pénétrer dans le noyau et le moule. Il faut les enlever à la fin de l'opération ».
L'ensemble est ensuite déposé dans un four qui fait fondre l'enveloppe de cire, que l'on récupère en totalité par les cheminées d'alimentation. Une fois la cire récupérée, on coule le bronze en fusion par les cheminées d'alimentation : le métal doit venir occuper exactement la place de la cire. Pour cela il est nécessaire de pallier le dégazage, soit en s'appuyant sur les propriétés de la terre cuite et la porosité de l'argile qui constitue le moule, soit en ménageant des évents dédiés à cette évacuation des gaz. 
La gangue est mise à refroidir quelques heures, voire un ou deux jours (selon la taille de la pièce) ; on retire alors les chevilles de fixation, et on casse la gangue externe avec un maillet, en ayant soin de ne pas détériorer le métal. Les filaments, les évents et les cheminées de coulée, en partie remplis de bronze solidifié, peuvent être ébarbés. Le moulage fait souvent l'objet d'une finition par travail à froid (poinçonnage, martelage).

## Méthode indirecte
Les bronzes de Riace, et tous les grands bronzes classiques, hellénistiques et de l'époque impériale - mais probablement aussi ceux de l'époque archaïque, que l'Apollon du Pirée pourrait évoquer -  ont été réalisés suivant des procédés assez proches. On est parti d'un modèle plein, généralement en argile. Ici le sculpteur pousse les détails par le modelage. Ensuite on tire un moule de ce modèle, obligatoirement en plusieurs parties. La couche de cire déposée sur chaque partie est de même épaisseur, fine (posée au pinceau ou en appliquant des feuilles de cire amollies). C'est ce qui permet de réduire la consommation de métal et donc le prix de la sculpture. On assemble ensuite certaines parties en maintenant un découpage de l'ensemble en plusieurs parties. Car il faut remplir avant la coulée du bronze le volume interne, le noyau. Celui-ci comporte, entre-autres, des éléments métalliques qui devront être retirés avec la majeure partie du noyau avant l'assemblage final. En effet la dilatation du fer qui risque de s'oxyder avec le temps, ferait éclater le bronze. C'est ce qui est arrivé à l'Apollon du Pirée, dont les mollets ont ainsi éclaté. Cependant cette armature en fer a été laissée dans le bronze A de Riace. C'est ce qui permettait une plus grande liberté dans l'expression du mouvement. Enfin des détails, éventuellement dans des couleurs différentes et coulés à part, sont rapportés, comme les mamelons, les sourcils et les lèvres des bronzes de Riace ou le dieu de l'Artémision. On introduit aussi les effets de couleurs par le placage d'argent ou d'or, et des éléments de décor, comme une couronne, par des feuilles d'or travaillées au repoussé et soudées.

Coupe de la fonderie, à figures rouges: Atelier de bronziers, v. 490-480 AEC. Berlin F 2294, Altes Museum
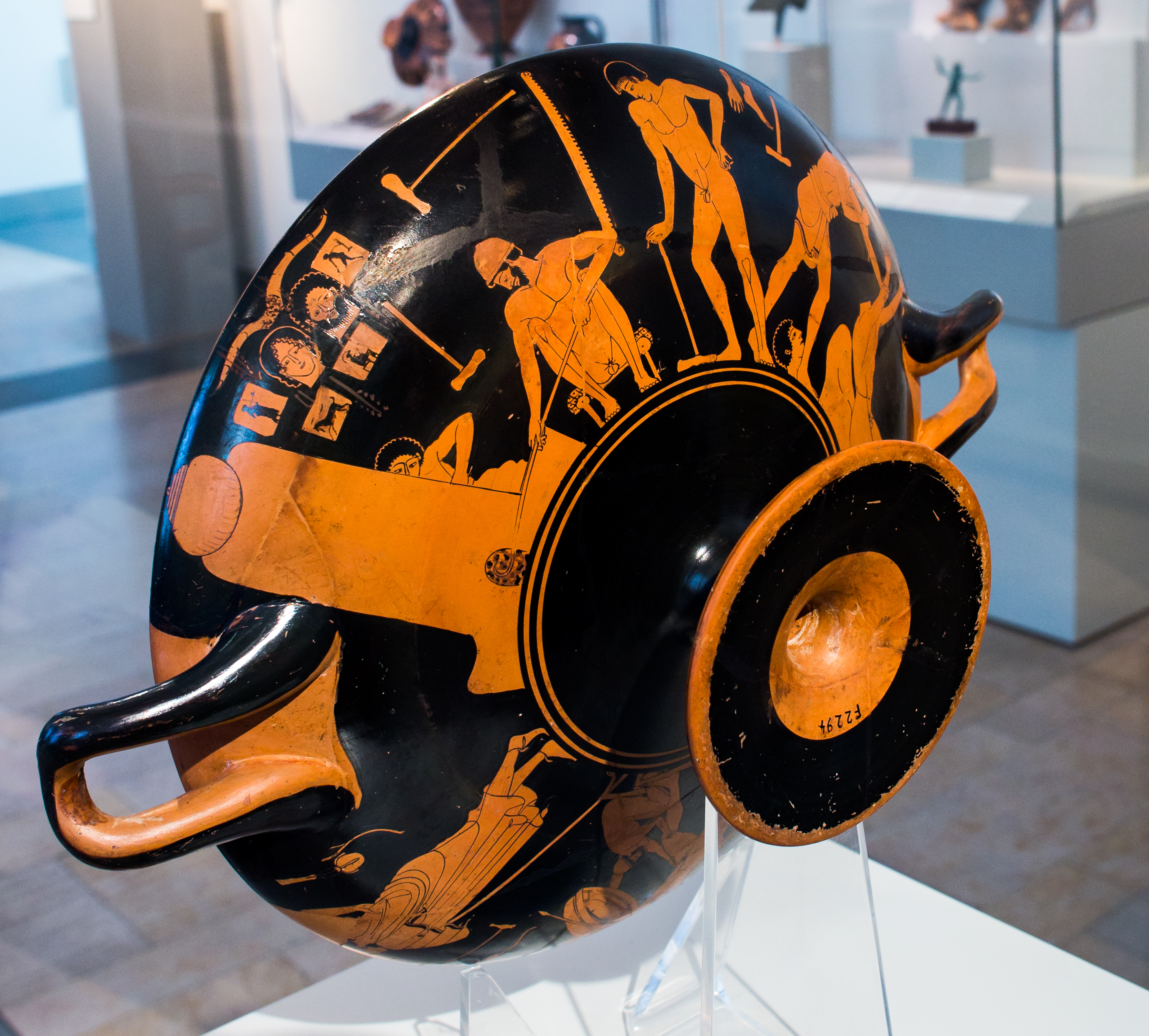
Four (surmonté d'un chaudron), un jeune aux soufflets, un autre attise le feu.
Assemblage des bras d'une statue, sur un tas de sable. La tête est restée à terre. Statue d'un athlète pratiquant la course ou le saut.
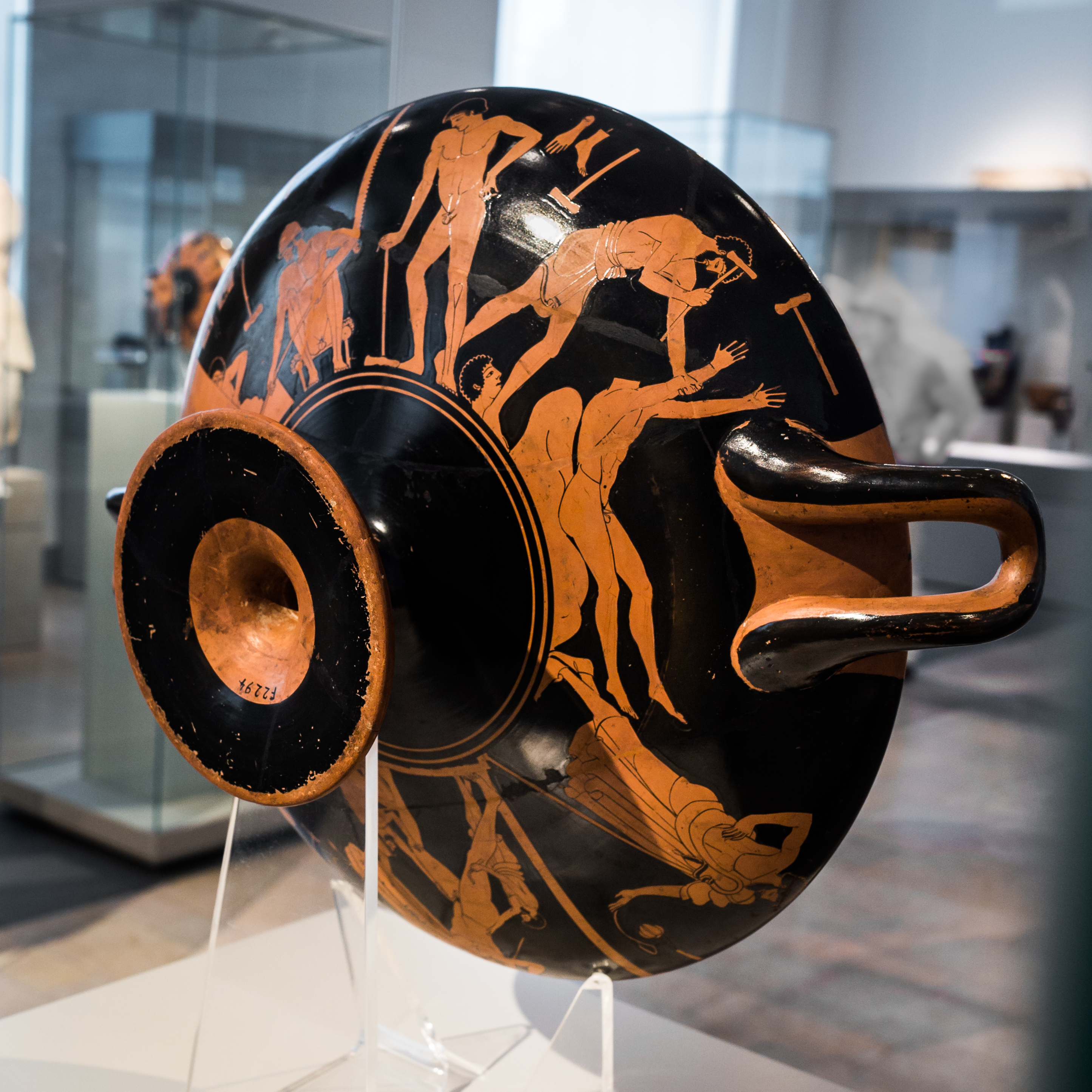
Assemblage des bras d'une statue, sur un tas de sable. En « bas » : polissage.

## Les fonderies de précision
Les modèles sont en cire ou matière synthétique, coulés dans des formes métalliques (on moule donc les modèles). Ces modèles peuvent être constitués de plusieurs parties assemblées.
Pour fabriquer les moules de fonderie, on monte les modèles en grappes, puis on les trempe dans une céramique liquide, puis on saupoudre de stuccos. Ceux-ci sont des sables de saupoudrage qui sont des matériaux céramiques réfractaires qui vont former, de par leur arrangement, le squelette du moule. Ces opérations sont répétées plusieurs fois jusqu'à obtention d'une couche de sept millimètres d'épaisseur au minimum.
La cire est ensuite liquéfiée par chauffage et évacuée, puis on coule le métal — or, aluminium, acier, bronze, ou d'autres alliages — dans les formes encore chaudes.
Le principal avantage de ce procédé consiste en la réalisation de pièces avec des angles aigus, une surface très lisse et des tolérances dimensionnelles serrées. C'est d'ailleurs le seul procédé de fonderie de précision pour mouler l'acier. Après refroidissement, il suffit d'éliminer la céramique par vibration, au jet d'eau ou de sable.

### Étapes du procédé
- Analyse de la sculpture par le mouleur.
- Découpe (éventuelle) de la sculpture pour faciliter l'obtention du modèle.
- Surmoulage des parties de la sculpture avec un élastomère (on obtient un moule en élastomère de deux parties).
- Démoulage de l'élastomère.
- Assemblage des deux parties du moule obtenu.
- Coulée de la cire dans le moule.
- Attente de la solidification de la cire soit en masse (pièce entière) soit en épaisseur (plusieurs millimètres de solidifiés puis revidage)..
- Assemblage des différentes parties en cire du modèle.
- Ajout du système de remplissage et d'alimentation, ajout des évents.
- Enrobage du modèle d'une couche réfractaire, obtention du moule.
- Étuvage du moule, la cire fond et est récupérée.
- Coulée du moule.
- Nettoyage de la pièce.
- Ébarbage.
- Ciselage de la pièce.
- Polissage.

## Particularités de l'élastomère
L'élastomère offre des possibilités de réalisation de formes en contre-dépouilles complexes. L'élastomère, par son élasticité et son allongement élevé, se démoule simplement en se retirant des contre-dépouilles sans effort. C'est ainsi qu'il est possible d'obtenir des visages humains reproduits dans les moindres détails.

## Les patines
L'œuvre, une fois polie, révèle la couleur jaune-rouge du bronze. On peut cependant modifier l'aspect de la couleur de la surface, en appliquant une patine (liquide composé d'eau et de plusieurs oxydants) sur les parties de l'œuvre chauffées au chalumeau qui, en s'oxydant, donne des teintes beige, brune, verte, rougeâtre ou noire au bronze.
Les fonderies d'art sont à la fois ancestrales, artisanales et modernes, par leurs moyens de mise en œuvre (coulée sous vide, par exemple).

## Formation
En France, le lycée Anguier, à Eu dans la Seine-Maritime, est le seul établissement public préparant au diplôme des métiers d'art en fonderie ; c'est aussi un centre d'examen national. Les projets des élèves sont exposés lors de divers salons, en particulier lors des « Fèvres », biennale des métiers d'art des métaux qui porte l'ancien nom des forgerons, organisée par l'Institut de formation et de recherche pour les artisans des métaux (IFRAM), dans le cadre du château d'Eu (Seine-Maritime), durant la fin octobre des années impaires.